# Décret présidentiel 14203
Lire en ligne

Décret présidentiel 14187
 (en)Executive Order 14203 Texte sur Wikisource

Le décret présidentiel 14203, intitulé Imposer des sanctions à l'encontre de la Cour pénale internationale (en anglais Imposing Sanctions on the International Criminal Court), est un executive order signé par le président des États-Unis Donald Trump, le 6 février 2025. Il impose des sanctions contre la Cour pénale internationale (CPI) basée à La Haye, aux Pays-Bas,,,. 
Le motif de ce décret est relatif aux mandats d'arrêt délivrés par la CPI à l'encontre de Benyamin Netanyahou et Yoav Gallant, tous deux soupçonnés de crimes de guerre de famine comme méthode de guerre et crimes contre l'humanité de meurtre, de persécution et d'autres actes inhumains commis dans la bande de Gaza pendant la guerre de Gaza depuis 2023.
Le décret prévoit des restrictions en matière de visas et des sanctions financières pour les personnes qui aident la CPI à enquêter sur des citoyens américains et des alliés des États-Unis. Cependant, en juillet 2025, une juge fédérale ordonne la suspension partielle du décret, jugeant que le fait d'autoriser des sanctions contre toute personne collaborant à une enquête de la CPI est susceptible de porter atteinte de façon disproportionnée à la liberté d'expression garantie par le Premier Amendement,.